# Славутинський провулок
Славу́тинський провулок — зниклий провулок, що існував у Подільському районі міста Києва, місцевість Пріорка. Пролягав від Маломостицької вулиці.

## Історія
Виник в 1-й половині ХХ століття під назвою 267-а Нова вулиця. Назву Славутинський провулок отримав 1955 року. Ліквідований у зв'язку зі зміною забудови в 1-й половині 1980-х років. 